# Anderemaeus hammerae
Anderemaeus hammerae är en kvalsterart som beskrevs av Sandór Mahunka 1980. Anderemaeus hammerae ingår i släktet Anderemaeus och familjen Caleremaeidae. Inga underarter finns listade i Catalogue of Life.